# Astragalus brevidens
Astragalus brevidens är en ärtväxtart som beskrevs av Josef Franz Freyn och Paul Ernst Emil Sintenis. Astragalus brevidens ingår i släktet vedlar, och familjen ärtväxter. Inga underarter finns listade i Catalogue of Life.